# Mravenec obrovský
Mravenec obrovský (Camponotus herculeanus) je druh mravence, který obývá jehličnaté lesy v chladnějších a vlhčích částech Eurasie a Severní Ameriky; v České republice se vyskytuje především v horských oblastech.

## Popis
Mravenec obrovský patří k největším druhům mravenců. Dělnice dosahují délky 7–14 milimetrů, samci okolo 12 milimetrů a královny až 18 milimetrů. Hruď a stopka jsou zbarveny červeně, zadeček je černý, porostlý hustými chloupky. Může být snadno zaměněn s velmi podobným mravencem dřevokazem. Hnízdí ve dřevě smrků a jedlí, aktivní je především v noci. Na strom napadený mravencem obrovským se slétají datlovití ptáci, kteří v něm vyklovávají otvory a časem ho zcela zničí. Mravenec obrovský se může usídlit ve dřevostavbách. Rojí se v červnu.

## Poddruhy
- Camponotus herculeanus eudokiae
- Camponotus herculeanus herculeanus